# Vasilij Vladimirovitj Dolgorukov

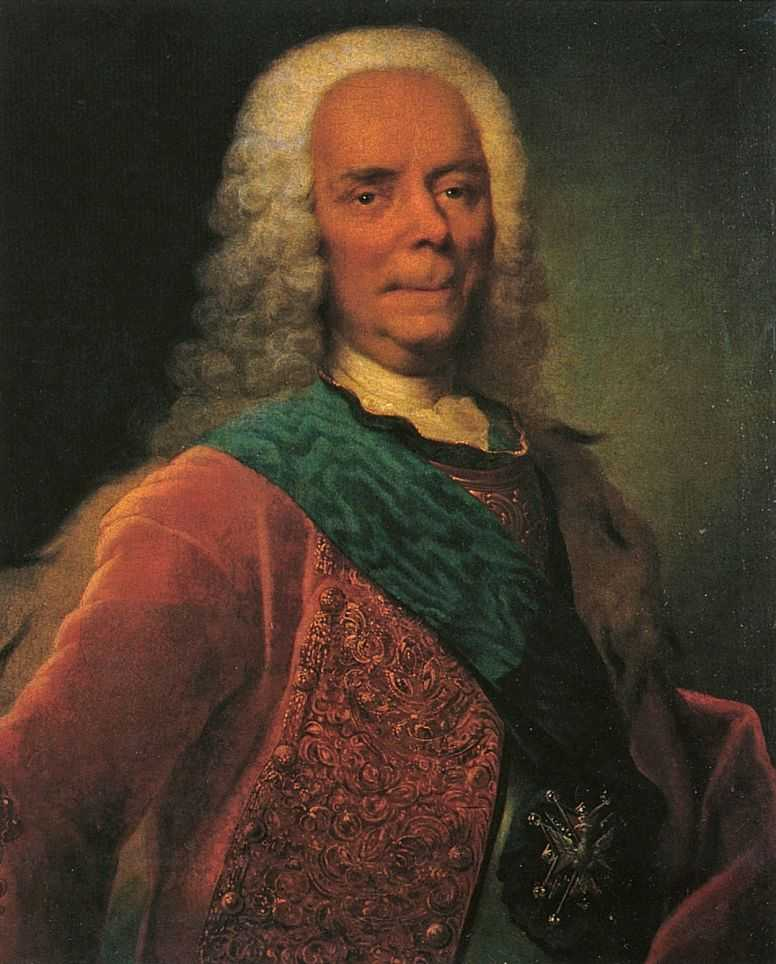
Vasilij Vladimirovitj Dolgorukov.

Vasilij Vladimirovitj Dolgorukov (ryska: Василий Владимирович Долгоруков), född 1667, död 11 februari 1746, var en rysk militär och ämbetsman.
Dolgorukov nedslog donkosackernas resning 1708 och deltog i svenska kriget 1708-1709. 1715 blev han generalmajor och president i räfstekommissionen. Dolgorukov måste 1718 som förment anhängare av Aleksej Petrovitj gå i landsflykt. 1726 benådades han, och blev 1728 fältmarskalk, 1730 senator och ledamot av högsta konseljen. 1731 landsförvisades han på nytt och dömdes 1739 till livstids fängelse som ”konspiratör” mot kejsarinnan Anna. Efter dennas död frigavs han och gjordes av Elisabet till president i krigskollegiet.